# Aghason Anba Paul
Ágato Anba Paulo (em inglês:  Agathon (Aghason) Anba Paul, em árabe: أغاثون الأنبا بولا, translit. aghathun al'anba bula; 12 de novembro de 1955, Qena, Egito) é um religioso egípcio, atualmente bispo da diocese de São Paulo e Todo o Brasil, da Igreja Ortodoxa Copta, desde 2006.

## Biografia
Abuna Ágato nasceu em 12 de novembro de 1955 em Qena, Egito. Formou-se químico, cursando faculdade no Egito, e depois viveu por três anos nos Estados Unidos, entre 1984 e 1987, onde concluiu seus estudos. Aceitou o monaquismo em 10 de abril de 1992, seguindo para o Mosteiro de São Paulo no Mar Vermelho. Ordenado sacerdote em 1993, foi enviado para o Brasil com a missão de "servir os egípcios que vivem no Brasil e outros fiéis brasileiros".
Estabeleceu e lidera a única igreja copta no Brasil desde então, consagrada em 2006. Foi consagrado ao episcopado em 11 de junho de 2006, na Catedral Ortodoxa Copta de São Marcos no Cairo, pelo Papa Shenouda III de Alexandria. Foi entronizado como bispo de São Paulo e Todo o Brasil em 16 de julho do mesmo ano, na Igreja São Marcos, no Jabaquara.